# Nicolae Cochinescu
Nicolae Cochinescu (n. 19 ianuarie 1940, Mirșid, Sălaj, România - 19 mai 2023) a fost un jurist român care a deținut funcția de procuror general al României (1996-1997). Între 2001-2010 a fost judecător la Curtea Constituțională a României.

## Biografie
Nicolae Cochinescu s-a născut la data de 19 ianuarie 1940, în satul Moigrad din județul Sălaj (interbelic). Mama sa, Florica (născută Pop) Cochinescu (1919-2008), a fost casnică, iar tatăl său, Florian Cochinescu (1918-1998), a fost maistru electrician. În timpul războiului, acesta din urmă a fost decorat de mareșalul Ion Antonescu cu Decorația "Bărbăție și Credință" cu două spade, pentru "lupta împotriva bolșevismului", după cum este înscris în brevetul decorației. De asemenea, tatăl Florian Cochinescu a fost membru al Partidului Național Țărănesc din 1945 și până la interzicerea acestuia de către Partidul Comunist, definitiv instalat la putere în România după 1947. Nicolae Cochinescu a absolvit în anul 1961 Facultatea de Drept din București. După absolvirea facultății a lucrat ca jurisconsult la Întreprinderea Regională de Exploatare și Construcții Electrice Rurale Argeș (1961-1962), procuror la Procuratura Locală Drăgășani (1962-1964) și procuror la Procuratura Județeană Vâlcea (1964-1973).
Între anii 1973-1990 a îndeplinit funcția de procuror la Procuratura Generală a R.S. România. La data de 17 aprilie 1990 a fost numit în funcția de prim-adjunct al procurorului general al României. El a făcut parte din comisia de cercetare a conflictelor din martie 1990 de la Tg. Mureș, fiind acuzat că a mascat cauzele reale ale evenimentelor tragice de atunci. De asemenea, a mai fost acuzat și de blocarea anchetelor privind vinovații genocidului din perioada Revoluției din decembrie 1989 și cele privind vinovații mineriadelor din 1990. Toate aceste acuzații s-au dovedit a fi nefondate, deoarece funcția de prim-adjunct al procurorului general al României nu avea nici o legatură cu investigarea problemelor penale, ci doar a celor civile, investigarea genocidului din 1989 și a mineriadelor din 1990 căzând în sarcina exclusivă a procurorului general și a adjunctului militar al procurorului general (în conformitate cu reglementările legale privind funcționarea instituției Parchetul General al României).
Nicolae Cochinescu a fost eliberat din funcția de prim-adjunct al procurorului general prin Decretul nr.53 din 15 aprilie 1993, fiind numit în funcția de procuror general financiar la Curtea de Conturi.
După un stagiu la Curtea de Conturi (1993-1996), Nicolae Cochinescu a fost numit prin Decretul nr.334 din 27 august 1996 al președintelui Ion Iliescu în funcția de procuror general la Parchetul General de pe lângă Curtea Supremă de Justiție. În urma alegerilor parlamentare și prezidențiale din 27 noiembrie 1996, a avut loc schimbarea puterii politice în România. Prin Decretul nr.469 din 25 august 1997 al președintelui Emil Constantinescu, Nicolae Cochinescu a fost eliberat din funcția de Procuror general al României începând cu data de 26 august 1997.
Într-o conferință de presă din august 1997, Nicolae Cochinescu a afirmat că demiterea sa din funcție este de natură politică și nu în conformitate cu legea, care prevede că demiterea unui magistrat se face numai în cazul demisiei, transferului, abaterilor disciplinare grave sau al unei condamnări penale. Motivele demiterii lui Cochinescu prezentate de ministrul justiției, Valeriu Stoica, către președintele României, Emil Constantinescu, au fost următoarele: 
- nerezolvarea dosarelor mineriadelor;
- nesoluționarea dosarelor privind adopțiile;
- promovarea recursurilor în anulare împotriva sentințelor definitive în justiție privind retrocedarea proprietăților confiscate de regimul comunist.

Deși a declarat că demiterea sa nu este în conformitate cu legea, Cochinescu a afirmat că nu a contestat această măsură din respect pentru instituția prezidențială.
În august 1997, este transferat ca procuror la Parchetul de pe lângă Curtea Supremă de Justiție (1997-2000). Printr-un decret prezidențial, la data de 1 aprilie 2000, lui Nicolae Cochinescu i-a fost acceptată ieșirea din magistratură, ceea ce i-a putut permite să profeseze ca avocat cu cabinet individual, în cadrul Baroului București. El a fost membru în Consiliul Superior al Magistraturii de la înființarea acestei autorități publice până la numirea în funcția de procuror general financiar.
În iunie 2001, Nicolae Cochinescu a fost numit judecător de către Senatul României pentru demnitatea de judecător la Curtea Constituțională a României, pentru un mandat de 9 ani. La 7 iunie 2001, el a depus jurământul ca judecător al Curții Constituționale, alături de Petre Ninosu, Șerban Viorel Stănoiu și Ioan Vida.
Soția sa, Alexandrina Cochinescu, a deținut funcția de judecător la Înalta Curte de Casație și Justiție.

## Activitate publicistică
Nicolae Cochinescu este autorul mai multor lucrări de literatură juridică, dintre care menționăm următoiarele:
- Jurisdicția financiară în România (București, 1996);
- Organizarea puterii judecătorești în România (Ed. Lumina Lex, București, 1997);
- Totul despre Ministerul Public (Ed. Lumina Lex, București, 2000).

De asemenea, el a publicat numeroase articole cu tematică juridică, în revistele de specialitate (Dreptul, Revista de Drept Public, Revista de Drept Penal, Pro Lege, Buletinul Curții de Conturi) și în ziare centrale și locale.
În afară de acestea, Nicolae Cochinescu a publicat și o carte de povestiri pentru copii: Cavalerul Albastru și alte povestiri (Ed. Ion Creangă, București, 1971).